# سفره‌ماهی (پهپاد)
سفره ماهی یک پهپاد رادارگریز ایرانی است که در حال توسعه است. اطلاعات کمی در مورد این پهپاد وجود دارد، اما ماکت‌های کوچک‌تر نشان داده شده در رژه روز ارتش در سال ۲۰۱۰ نشان می‌دهد که بدنه‌ای به شکل الماس تخت با سکان‌های عمودی دوگانه دارد. اولین اشاره به این پهپاد توسط سرتیپ عزیز نصیرزاده انجام شد که از پایان یافتن اولین آزمایش‌های این پهپاد خبر می‌داد.

## خصوصیات
این پهپاد که توسط نیروی هوایی ارتش ایران به‌عنوان یک پهپاد بمب افکن در حال توسعه است از طرحی متفاوت بهره می‌برد. دو موتوره بودن، بال دلتایی یکپارچه با بدنه و ریشه امتداد یافته تا نوک دماغه، سکان عمودی V شکل و استفاده از اصول طراحی هواپیماهای پنهان‌کار (رادارگریز) از ویژگی‌های قابل دریافت از ظاهر آن است.
این پهپاد به همراه یک نمونه دیگر که از نظر ظاهری شبیه به جنگنده‌ها به‌نظر می‌رسد از رژه ۲۹ فروردین ۱۳۸۹ ارتش جمهوری اسلامی ایران در معرض دید عموم قرار گرفته‌اند.
این پرنده ایرانی دارای طولی در حدود ۱٫۲ متر و دهانه بالی بالغ بر ۲٫۲۲ متر می‌باشد و جهت پرواز از یک موتور احتراقی با ملخ پلاستیکی در جلوی بدنه به‌کارگیری می‌نماید؛ از سوی دیگر، نمونه اولیه سفره ماهی بیشینه پروازی در حدود ۲۰۰۰ متر، برد آن قریب به ۱۵ کیلومتر، مداومت پروازی این پرنده ۶۰ دقیقه و سرعتی حدوداً ۱۷۰ کیلومتر بر ساعت دارد.